# التهاب ملتحمه (فیلم)
«التهاب ملتحمه» (انگلیسی: Pink Eye (film)) فیلمی در ژانر ترسناک به کارگردانی  James Tucker است.